# The 2nd Law: Unsustainable
«The 2nd Law: Unsustainable» —en español "La 2.ª Ley: Insostenible"—, también conocida como «Unsustainable», es una canción de la banda de rock alternativo inglesa Muse, perteneciente al álbum The 2nd Law.
La canción no fue lanzada como sencillo, pero sí fue la primera canción del disco en ser revelada al ser utilizada en el tráiler oficial del álbum en junio de 2012. 
«The 2nd Law: Unsustainable» es la penúltima canción del disco, seguida de «The 2nd Law: Isolated System», siendo estas dos las únicas en llevar el título del álbum en su título.

## Composición
«Unsustainable» cae en la categoría del dubstep, un género que se puso muy de moda durante aquellos años. La pieza comienza con una sección orquestal con énfasis coral, que poco a poco llega a un clímax. Una voz femenina lee un texto citando la segunda ley de la termodinámica, de la cual se concluye que "la vida humana establecida en un sistema de crecimiento infinito es insostenible". Una sección de estilo dubstep sigue y, a diferencia del dubstep creado con ordenadores, Muse hacen uso de raspados y del Kaoss Pad con el respaldo de batería, bajo, y repeticiones fragmentadas de la palabra unsustainable.
Es el ruido de la humanidad en un pequeño planeta en medio de la nada. Estar en el espacio sería tan pacífico y silencioso, y de repente llegas a este pequeño punto que es un caos total. Lo veo como alejarse del planeta y adentrarse en la tranquilidad de lo que realmente va a suceder al final de todo, que es la nada. (Matt Bellamy)
Acerca del uso del dubstep, el cual generó muchas críticas por parte de fanes, Bellamy explicó que querían hacer “anti-dubstep”. “Hemos creado algo parecido al dubstep, pero queríamos ver si podíamos hacerlo con instrumentos de verdad. Queríamos preguntar: '¿pueden las bandas de rock competir con lo que esta gente está haciendo?'”.

## Vídeo musical
El vídeo musical de «Unsustainable» es también el tráiler del álbum. El vídeo muestra inicialmente representaciones superpuestas de numeraciones e imágenes de actualidad mundial en el aspecto social, tecnológico y financiero. Se muestra a una reportera que narra la segunda ley de la termodinámica como si estuviera en un telediario, siendo reemplazado por un robot y un collage de vídeos de presentaciones de la banda durante el estribillo. En una escena del vídeo, se puede observar a un grupo de personas corriendo a través de un bosque, perteneciente a la segunda parte de la canción: Isolated System.
Inspirado por el robot del vídeo, Bellamy decidió comprar un robot de aproximadamente cinco metros llamado "Charles", el cual hacía aparición cuando tocaban la canción durante la gira. El robot no volvió a aparecer en giras posteriores, y actualmente se encuentra en la granja de Devon de Bellamy.